# Žarkovina
Žarkovina är en ort i Bosnien och Hercegovina.   Den ligger i entiteten Republika Srpska, i den centrala delen av landet, 100 km norr om huvudstaden Sarajevo. Žarkovina ligger 213 meter över havet och antalet invånare är 367.
Terrängen runt Žarkovina är kuperad åt sydväst, men åt nordost är den platt. Žarkovina ligger nere i en dal. Närmaste större samhälle är Teslić, 3,0 km söder om Žarkovina. 
Omgivningarna runt Žarkovina är en mosaik av jordbruksmark och naturlig växtlighet. Runt Žarkovina är det ganska tätbefolkat, med 67 invånare per kvadratkilometer.